# Montgomery Creek
Montgomery Creek är en ort (census-designated place) i Shasta County i Kalifornien. Vid 2020 års folkräkning hade Montgomery Creek 176 invånare.